# Équipe du Gabon féminine de football
Cet article traite de l'équipe féminine. Pour l'équipe masculine, voir Équipe du Gabon de football.
Maillots
L'équipe du Gabon féminine de football est l'équipe nationale qui représente le Gabon dans les compétitions internationales de football féminin. Elle est gérée par la Fédération du Gabon de football.

## Histoire
Le Gabon joue son premier match officiel le 10 août 2002 à Sao Tomé contre Sao Tomé-et-Principe (victoire 2-0) dans le cadre des qualifications pour le Championnat d'Afrique de football féminin 2002. Les Gabonaises n'ont jamais participé à une phase finale de compétition majeure de football féminin, que ce soit le Championnat d'Afrique de football féminin, la Coupe du monde ou les Jeux olympiques.